# Bacourt
Bacourt là một xã trong vùng Grand Est, thuộc tỉnh Moselle, quận Château-Salins, tổng Delme. Tọa độ địa lý của xã là 48° 55' vĩ độ bắc, 06° 24' kinh độ đông. Bacourt nằm trên độ cao trung bình là 300 mét trên mực nước biển, có điểm thấp nhất là 237 mét và điểm cao nhất là 357 mét. Xã có diện tích 3,89 km², dân số vào thời điểm 1999 là 109 người; mật độ dân số là 28 người/km². Xã thuộc Pháp từ năm 1661.

## Thông tin nhân khẩu
| 1962 | 1968 | 1975 | 1982 | 1990 | 1999 |
| ---- | ---- | ---- | ---- | ---- | ---- |
| 113  | 127  | 103  | 103  | 96   | 109  |